# Yū Aoi
Yū Aoi (jap. 蒼井優 Aoi Yū) – japońska aktorka i modelka. Zadebiutowała w 2001 roku w filmie All About Lily Chou-Chou jako Shiori. Wcieliła się w rolę Tetsuko Arisugawa w filmie Hana and Alice (2004 r.), również reżyserowanego przez Iwai, a także Hagumi Hanamoto w filmowej adaptacji mangi Honey and Clover (2006 r.).

## Filmografia

### Filmy
| Rok  | Film                                      | Rola                      |
| ---- | ----------------------------------------- | ------------------------- |
| 2001 | All About Lily Chou-Chou                  | Shiori Tsuda              |
| 2002 | Kinema tōri no hitobito                   |                           |
| 2002 | Harmful Insect                            | Natsuko                   |
| 2002 | Hashire! Kettamashin: Wedding Kyosō Kyoku | Lead                      |
| 2003 | Worst by Chance                           | Dziewczyna Harady         |
| 2003 | 1980                                      | Rika Hashiba              |
| 2004 | Hana and Alice                            | Tetsuko (Alice) Arisugawa |
| 2004 | Mask de 41                                | Haruka Kuramochi          |
| 2004 | Nanako to Nanao                           | Nanako                    |
| 2004 | Umineko                                   | Miya Noda                 |
| 2005 | Tetsujin 28: The Movie                    | Mami Tachibana            |
| 2005 | Turtles Swim Faster Than Expected         | Kujaku Ogitani            |
| 2005 | Letters from Nirai Kanai                  | Fuki Asato                |
| 2005 | Shining Boy & Little Randy                | Emi Murakami              |
| 2005 | Henshin                                   | Kei Hamura                |
| 2005 | Jukai                                     |                           |
| 2005 | Yamato                                    | Taeko                     |
| 2006 | Honey and Clover                          | Hagumi Hanamoto           |
| 2006 | Hula Girls                                | Kimiko Tanikawa           |
| 2006 | Tekkonkinkreet                            | Biały (głos)              |
| 2006 | Rainbow Song                              | Kana Satō                 |
| 2007 | Mushishi                                  | Tanyu                     |
| 2007 | Welcome to the Quiet Room                 | Miki                      |
| 2008 | Don't Laugh at My Romance                 | En-Chan                   |
| 2008 | Best Wishes for Tomorrow                  | Kazuko Moribe             |
| 2008 | One Million Yen Girl                      | Suzuko Satō               |
| 2008 | Tokyo!                                    | Dostawczyni pizzy         |
| 2009 | Honokaa Boy                               | Kaoru                     |
| 2009 | Ikechan and Me                            | Ikechan (głos)            |
| 2010 | Otōto                                     | Koharu Takano             |
| 2010 | Flowers                                   | Rin                       |
| 2010 | Raiō                                      | Yū                        |
| 2010 | Redline                                   | Sonoshee (głos)           |
| 2011 | Patisserie Coin de rue                    | Natsume Usuba             |
| 2011 | Vampire                                   | Mina                      |
| 2011 | Tamatama                                  |                           |
| 2012 | Fukushima Hula Girls                      | Narracja                  |
| 2012 | Rurōni Kenshin                            | Megumi Takani             |
| 2013 | Tokyo Kazoku                              | Mamiya Noriko             |
| 2013 | Space Pirate Captain Harlock              | Miime (glos)              |
| 2014 | Zipang Punk (Goemon III)                  | Silver Cat Eyes           |
| 2014 | Rurōni Kenshin: Kyōto taika-hen           | Megumi Takani             |
| 2014 | Rurōni Kenshin: Densetsu no saigo-hen     | Megumi Takani             |
| 2014 | Climbing to Spring                        | Ai Takazawa               |
| 2015 | The Case of Hana & Alice                  | Tetsuko (Alice) Arisugawa |
| 2015 | Kishibe no tabi                           | Tomoko                    |
| 2016 | Over Fence                                | Satoshi Tamura            |
| 2016 | Azumi Haruko wa yukuefumei                | Haruko Azumi              |

### TV dramy
- Ao to Shiro to Mizuiro (2001), Kimiko Shiina
- Ukiwa - Shōnen-tachi no Natsu (2002), Miyuki Yamashita
- Shin Zukkoke Sanningumi (2002)
- Kōkōkyōshi (2003), Mami Ezawa
- Engimono (2003), Calendar
- 14kagetsu (2003)
- Ichiban Taisetsu na Dēto Tokyo no Sora- Shanghai no Yume (2004)
- Yo ni mo Kimyō na Monogatari: Kako kara no Nikki (2004)
- Nanako to Nanao (2004), Nanako
- Tiger & Dragon (2005), Risa
- Nijūyon no Hitomi(24 no Hitomi) (2005)
- Dr. Koto Shinryojo 2006 (2006), Mina Nakai
- Aoi Yū × Yottsu no Uso Camouflage (2008)
- Osen (2008), Sen Handa
- Ryōmaden (2010), Omoto
- Penance (Shokuzai) (2012), Sae Kikuchi
- Galileo 2 8 odc., (2013), Atsuko Kanbara
- Mottomo Tooi Ginga (2013), Akane
- Wakamonotachi (2014)
- Dr.Rintarō (2015)

## Nagrody
Yū Aoi zdobyła wiele nagród za role ekranowe, w tym Nagrodę Japońskiej Akademii Filmowej i Kinema Junpo Awards dla najlepszej aktorki drugoplanowej w 2007 roku za rolę w filmie Hula Girls i „Geijutsu senshō monbu kagaku daijin shinjin-shō” (jap. 芸術選奨文部科学大臣新人賞) w 2009 roku w Japonii.
Źródło: IMDb
| Rok  | Nagroda                              | Kategoria                                                                            | Wynik     |
| ---- | ------------------------------------ | ------------------------------------------------------------------------------------ | --------- |
| 2005 | Japanese Professional Movie Awards   | Najlepsza aktorka (Hana to Arisu - 2004)                                             | Wygrana   |
| 2006 | Nagrody Filmowe Hochi                | Najlepsza aktorka drugoplanowa (Hula Girls; Niji no megami; Honey and Clover - 2006) | Wygrana   |
| 2006 | Nagroda Nikkan Sports Film           | Najlepsza aktorka (Hula Girls - 2006)                                                | Wygrana   |
| 2007 | Nagroda Japońskiej Akademii Filmowej | Najlepsza aktorka drugoplanowa (Hula Girls - 2006)                                   | Wygrana   |
| 2007 | Nagroda Japońskiej Akademii Filmowej | Najlepsza aktorka drugoplanowa (Yamato - 2005)                                       | Nominacja |
| 2007 | Nagroda Błękitnej Wstęgi             | Najlepsza aktorka (Hula Girls; Honey and Clover - 2006)                              | Wygrana   |
| 2007 | Kinema Junpo Awards                  | Najlepsza aktorka (Hula Girls; Niji no megami; Honey and Clover - 2006)              | Wygrana   |
| 2007 | Nagrody filmowe Mainichi             | Najlepsza aktorka (Hula Girls; Niji no megami; Honey and Clover - 2006)              | Wygrana   |
| 2007 | Festiwal Filmowy w Jokohamie         | Festival Prize - Najlepsza aktorka (Hula Girls; Honey and Clover - 2006)             | Wygrana   |
| 2009 | Asian Film Awards                    | Najlepsza aktorka drugoplanowa (Hito no sekkusu o warauna - 2007)                    | Nominacja |
| 2010 | Nagroda Nikkan Sports Film           | Najlepsza aktorka (Otōto - 2010)                                                     | Wygrana   |
| 2011 | Asian Film Awards                    | Najlepsza aktorka drugoplanowa (Otōto - 2010)                                        | Nominacja |
| 2011 | Nagroda Japońskiej Akademii Filmowej | Najlepsza aktorka drugoplanowa (Otōto - 2010)                                        | Nominacja |
| 2014 | Asian Film Awards                    | Najlepsza aktorka drugoplanowa (Tōkyō kazoku - 2013)                                 | Nominacja |
| 2014 | Nagroda Japońskiej Akademii Filmowej | Najlepsza aktorka drugoplanowa (Tōkyō kazoku - 2013)                                 | Nominacja |